# Carl Edward Norström

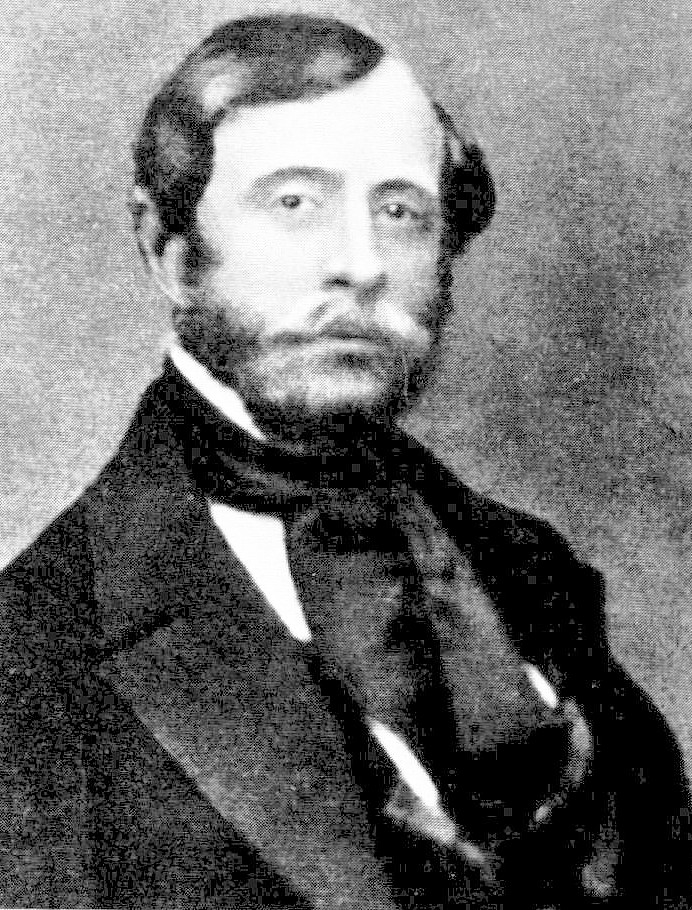
Carl Edward Norström

Carl Edward Norström (* 30. Mai 1815 in Åkersberg, Trollhättan, Schweden; † 5. September 1871 in Norrköping) war ein schwedischer Ingenieur und Eisenbahnbauer.
Norström begann 1830 sein Studium als Student der Ingenieurwissenschaften bei den Ausbauarbeiten des Trollhätte-Kanal. Nach der Durchführung anderer Kanalbauarbeiten in Värmland wurde Norström 1836 zum Leutnant und 1846 zum Hauptmann im mechanischen Marinekorps ernannt. Von 1848 bis 1849 unternahm er ausgedehnte Reisen in Europa und Amerika, um Erfahrungen als Ingenieur zu sammeln und besonders den Eisenbahnbau zu studieren. Nach seiner Rückkehr wurde er Projektplaner für den Bau der ersten Eisenbahnen in Schweden, Kristinehamns Järnväg und Frykstadbanan.
1851 ernannte man Norström zum Vorsitzenden des dann eingerichteten Eisenbahnausschusses und 1852 zum Major im halbmilitärischen Väg- och vattenbyggnadskåren. Zudem wurde er Leiter des nördlichen Weg- und Wasserbaubezirkes (norra väg- och vattenbyggnadsdistriktet). 1855 wurden er und der damalige Major Carl Gottreich Beijer dem Leitenden Ingenieur Nils Ericson zugeordnet, um am Ausbau des staatlichen Eisenbahnnetzes zu arbeiten. Damit begannen Norströms umfangreiche Tätigkeiten als Eisenbahnbauer. Als Oberingenieur von 1858 bis 1865 sowie als Bezirksingenieur von 1865 bis 1871 leitete er den Bau wesentlicher Teile der Västra stambanan, Södra stambanan, Nordvästra stambanan und Östra stambanan. Beim Bau der Hauptlinien Schwedens war er für mehr als 700 km verantwortlich. Er wurde 1863 zum Oberstleutnant im Bauingenieurcorps ernannt.